# Chiropotes utahicki
El sakí barbudo de Uta Hick (Chiropotes utahicki) es una especie de primate platirrino endémico en Brasil, donde habita en la selva amazónica entre los ríos Xingu y Tocantins. El taxón fue descrito por Philip Hershkovitz en 1985 como una subespecie del sakí barbudo negro (Chiropotes satanas) como C. s. utahicki. El nombre específico es con frecuencia modificado a utahickae, pero esto ha sido discutido.